# Canal Lewisville (Ohio)
Canal Lewisville é um lugar designado pelo censo localizado no condado de Coshocton no estado estadounidense de Ohio. No Censo de 2010 tinha uma população de 320 habitantes e uma densidade populacional de 295,58 pessoas por km².

## Geografia
Canal Lewisville encontra-se localizado nas coordenadas 40° 17′ 56″ N, 81° 50′ 25″ O. Segundo o Departamento do Censo dos Estados Unidos, Canal Lewisville tem uma superfície total de 1.08 km², da qual 1.08 km² correspondem a terra firme e (0%) 0 km² é água.

## Demografia
Segundo o censo de 2010, tinha 320 pessoas residindo em Canal Lewisville. A densidade populacional era de 295,58 hab./km². Dos 320 habitantes, Canal Lewisville estava composto pelo 96.25% brancos, 1.25% eram afroamericanos, 0% eram amerindios, 0% eram asiáticos, 0% eram insulares do Pacífico, 0% eram de outras raças e o 2.5% pertenciam a duas ou mais raças. Do total da população 0.31% eram hispanos ou latinos de qualquer raça.